# Claire Holt
Claire Rhiannon Serenity Holt (Queensland, 11 juni 1988) is een Australische actrice.

## Loopbaan
Claire Holt is bekend als Rebekah Mikaelson in de tienerserie The Vampire Diaries en The Originals. Ze speelt ook in de Australische tv-serie H2O: Just Add Water, ze speelt daar de rol van Emma. Zij is ook te zien in de film Mean Girls 2 uit 2011. Ook speelt ze de rol van Samara in de Amerikaanse televisieserie Pretty Little Liars.

## Privé
Holt was vanaf 2016 voor een jaar getrouwd. In 2018 trouwde ze met een vastgoedmanager, met wie zij twee kinderen heeft.

## Filmografie
- Biblioteca Nacional de España: XX4832087
- Bibliothèque nationale de France: cb165208323 (data)
- International Standard Name Identifier: 0000 0001 2031 5956
- Library of Congress Control Number: no2012109537
- SNAC: w6fv29m1
- Système universitaire de documentation: 224573020
- Virtual International Authority File: 100931370
- WorldCat: E39PBJpV3MXCCmt8Q4HB6VH9jC